# Volksbank Allgäu-Oberschwaben
Die Volksbank Allgäu-Oberschwaben eG ist eine deutsche Genossenschaftsbank mit Sitz in Leutkirch im Allgäu im Landkreis Ravensburg (Baden-Württemberg). Die Volksbank Allgäu-Oberschwaben eG gehört als Genossenschaftsbank zur Finanzgruppe der Volksbanken und Raiffeisenbanken.

## Geschichte
Die älteste Wurzel der Bank liegt in Isny. Am  1. Juli 1862 gründeten 20 Bürger die Spar- und Vorschussbank Isny. Sie war der Grundstein für die spätere Isnyer Volksbank eG.
Die heutige Volksbank Allgäu-Oberschwaben eG entstand durch viele Fusionen und Zusammenschlüsse. Die Vertreterversammlung der Vorgängerinstitute Leutkircher Bank – Raiffeisen- und Volksbank – eG und Volksbank Allgäu-West eG haben im Mai 2017 der Fusion zur Volksbank Allgäu-Oberschwaben eG zugestimmt.
Im Juli 2024 beschlossen die Volksbank Allgäu-Oberschwaben und die Volksbank Raiffeisenbank Laupheim-Illertal ihre Fusion zur neuen Volksbank Allgäu-Oberschwaben, die mit einer Bilanzsumme von über 5 Milliarden Euro zur zehntgrößten Genossenschaftsbank in Baden-Württemberg aufsteigen wird. Die juristische Fusion wurde am 4. November 2024 vollzogen.

## Vorgängerinstitute und Fusionen

### Leutkircher Bank - Raiffeisen- und Volksbank - eG (bis 2017)
Gründungen:
- 1866 Spar- und Vorschußverein Leutkirch
- 1869 Gewerbebank Waldsee eGmuH
- 1891 Raiffeisenbank Leutkirch eG (Sitz in Heggelbach)
- 1894 Darlehenskassenverein Wolfegg eGmuH
- 1898 Darlehenskasse Steinach eGmuH
- 1900 Raiffeisenbank Unterschwarzach eG
- 1902 Darlehenskassenverein Haisterkirch eGmuH
- 1907 Darlehenskassenverein Unterurbach eGmuH
- 1910 Darlehenskassenverein Michelwinnaden eGmuH
- 1919 Raiffeisenbank Arnach eG
- 1920 Raiffeisenbank Eintürnen eG
- 1922 Raiffeisenbank Ziegelbach eG
- 1923/1924 Raiffeisenbank Aitrach/Hauerz eG
- 1923/1924 Raiffeisenbank Aichstetten eG
- 1923/1924 Raiffeisenbank Hofs eG
- 1923/1924 Raiffeisenbank Seibranz eG
- 1923/1924 Ein- und Verkaufsgenossenschaft Steinental
- 1923/1924 Landwirtschaftliche Ein- und Verkaufsgenossenschaft Reichenhofen
- 1924 Raiffeisenbank Haidgau eG
- 1924 Spar- und Darlehenskasse Wuchzenhofen
- 1924 Spar- und Darlehenskasse Diepoldshofen
- 1924 Spar- und Darlehenskasse Unterzeil

Fusionen:
- 1923/1924 Raiffeisenbank Aitrach/Hauerz eG mit Ein- und Verkaufsgenossenschaft Steinental
- 1952 Raiffeisenbank Leutkirch eG mit Spar- und Darlehenskasse Wuchzenhofen
- 1956 Raiffeisenbank Leutkirch eG mit Spar- und Darlehenskasse Diepoldshofen
- 1959 Raiffeisenbank Leutkirch eG mit Spar- und Darlehenskasse Unterzeil
- 1967 Raiffeisenbank Leutkirch eG mit Landwirtschaftliche Ein- und Verkaufsgenossenschaft Reichenhofen
- 1969 Raiffeisenbank Mittelurbach eGmbH mit Raiffeisenbank Bad Waldsee eGmbH
- 1971 Leutkircher Bank – Raiffeisen- und Volksbank – eG entsteht aus:

1. Volksbank Leutkirch eG
2. Raiffeisenbank Leutkirch eG
3. Raiffeisenbank Aitrach/Hauerz eG
4. Raiffeisenbank Hofs eG
5. Raiffeisenbank Aichstetten eG

- 1980 Raiffeisenbank Bad Wurzach eG entsteht aus:

1. Raiffeisenbank Arnach eG
2. Raiffeisenbank Eintürnen eG
3. Raiffeisenbank Haidgau eG
4. Raiffeisenbank Unterschwarzach eG
5. Raiffeisenbank Ziegelbach eG

- 1980 Raiffeisenbank Michelwinnaden eGmbH mit Raiffeisenbank Bad Waldsee eGmbH
- 1990 Leutkircher Bank – Raiffeisen- und Volksbank – eG mit Raiffeisenbank Seibranz eG
- 1993 Bad Waldseer Bank eG entsteht aus:

1. Bad Waldseer Volksbank eG
2. Raiffeisenbank Haisterkirch eG
3. Raiffeisenbank Bad Waldsee eG

- 1998 Leutkircher Bank – Raiffeisen- und Volksbank – eG mit Raiffeisenbank Bad Wurzach eG
- 2000 Raiffeisenbank Wolfegg eG mit Bad Waldseer Bank eG
- 2013 Leutkircher Bank – Raiffeisen- und Volksbank – eG mit Bad Waldseer Bank eG

### Volksbank Allgäu-West eG (bis 2017)
Gründungen:
- 1862 Spar- und Vorschussbank Isny
- 1869 Spar- und Vorschussverein Wangen
- 1892 Spar- und Darlehensverein Vogt
- 1907 Neuravensburger Spar- und Darlehenskassenverein
- 1909 Darlehenskassenverein Christazhofen
- 1919 Spar- und Darlehenskasse der Landschaft Kißlegg eGmbH
- 1920 Darlehenskassenverein Eisenharz eGmbH
- 1924 Spar- und Darlehenskasse Gebratzhofen
- 1962 Lindau/Eröffnung einer Zweigniederlassung

Fusionen:
- 1990 Volksbank Wangen eG mit Raiffeisenbank Neuravensburg-Achberg eG
- 1997 Isnyer Volksbank eG mit Volksbank Kißlegg eG
- 2000 Isnyer Volksbank eG mit Raiffeisenbank Vogt eG
- 2001 Isnyer Volksbank eG mit Raiffeisenbank Argenbühl eG
- 2002 Volksbank Allgäu-West eG entsteht aus:

1. Volksbank Wangen eG
2. Isnyer Volksbank eG

- 1971 Volksbank Wangen eG mit Raiffeisenbankkasse Maria-Thann eG
- 1975 Volksbank Wangen eG mit Landwirtschaftliche Ein- und Verkaufsgenossenschaft Deuchelried eG
- 1977 Volksbank Wangen eG mit Raiffeisenbank Niederwangen eG
- 1981 Raiffeisenbank Argenbühl eG entsteht aus:

1. Raiffeisenbank Christazhofen eG
2. Raiffeisenbank Eisenharz-Eglofs eG

- 1969 Landschaftsbank Kißlegg mit Spar- und Darlehenskasse Gebratzhofen
- 1969 Raiffeisenbank Eisenharz-Eglofs eGmbH entsteht aus:

1. Raiffeisenbank Eisenharz eG
2. Landwirtschaftliche Ein- und Verkaufsgenossenschaft Eglofs

- 1970 Raiffeisenbank Neuravensburg eG mit Raiffeisenbank Achberg eG
- 1971 Isnyer Volksbank eG mit Raiffeisenkasse Großholzleute eG
- 1971 Isnyer Volksbank eG mit Raiffeisenkasse Ebratshofen eG

### Volksbank Raiffeisenbank Laupheim-Illertal (bis 2024)
Gründungen:
- 1868: Laupheimer Gewerbebank
- 1883: Darlehenskassenverein Burgrieden, Hochstetten und Burghöfe

Fusionen:
- 1939: Umfirmierung in Volksbank Laupheim
- 1981: Fusion mit Raiffeisenbank Baustetten
- 1992: Fusion mit Raiffeisenbank Oberholzheim
- 2000: Fusion mit Raiffeisenbanken Wain, Schönebürg, Achstetten und Mietingen
- 2006: Fusion mit Rottalbank
- 2013: Fusion mit Raiffeisenbank Illertal eG
- 2020: Fusion mit Raiffeisenbank Erlenmoos eG

## Niederlassungen
Die Volksbank Allgäu-Oberschwaben eG hat 20 Filialen. In Lindau hat die Bank eine eingetragene Zweigniederlassung, die Volksbank Lindau. Das Geschäftsgebiet reicht von Bad Waldsee über Bad Wurzach, Laupheim, Leutkirch, Isny, Kißlegg, Wangen bis nach Lindau am Bodensee.